# Gerdt Marian Siewert

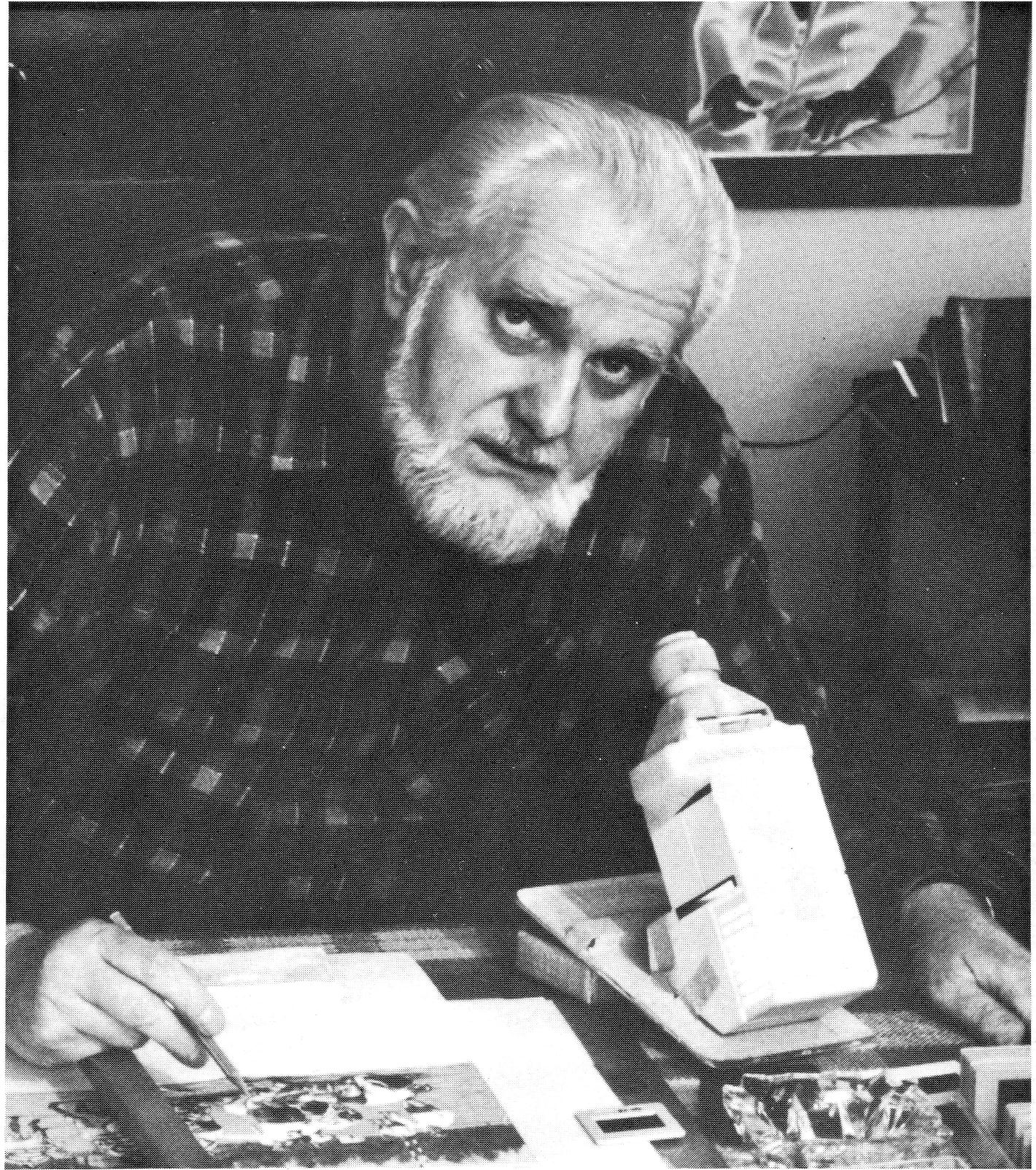
Gerdt Marian Siewert

Gerdt Marian Siewert (* 25. März 1920 in Berlin; † 1. November 1992 in Hamburg) arbeitete als Bühnen- und Pressefotograf zunächst in Ostberlin. Ab 1968 war er in Hamburg als Maler und Grafiker im Stile des magischen Realismus tätig und schuf Werke mit zeitkritischen, oft auch satirisch ausgerichteten Inhalten. Er entwickelte die Technik des Komplementär-Realismus, der Malerei in komplementären Farben.

## Leben
Siewert wurde als Sohn eines Schneiders und einer Näherin geboren. Die Lehre zum Reprofotografen schloss er 1939 mit der Gehilfen-Prüfung ab. 1940 wurde er zur Wehrmacht einberufen und diente bei der Luftwaffe (Wehrmacht). Ende 1945 kam er nach Berlin-Pankow zurück. 1951 bis 1953 absolvierte er ein Teilstudium an der Hochschule für bildende Künste in West-Berlin, wo er zum Schülerkreis von Professor W. Tank gehörte.
Für die Jahre 1949 bis 1959 gab er als Beruf „Bühnen- und Pressephotograph“ an. Er war Hausphotograph beim Circus Barlay, dem Staatszirkus der DDR, und arbeitete für verschiedene Theater und Eisrevuen. In der Zeit von 1951 bis 1959 dokumentierte er auf über 300 Fotofilmen die Inszenierungen der Deutschen Staatsoper Berlin. 1956 bekam Siewert Schwierigkeiten, seinen „Berufsausweis für freie kunstschaffende“ (sic) verlängern zu lassen.
1959 floh er nach West-Berlin. 1960 bis 1962 arbeitete er als Bildjournalist bei Contipress in Hamburg. Ein Rückenleiden machte eine Weiterarbeit als Pressefotograf unmöglich. Von da an arbeitete er als freischaffender „Maler und satirischer Grafiker“.
Bilder und Grafiken stellte er erstmals im IV. Salon International in Monte Carlo 1963 aus. Er zeichnete für die Satiremagazine pardon und Spontan und beteiligte sich an über 200 Ausstellungen im In- und Ausland. Er suchte nicht die Anerkennung des aktuellen Kunstbetriebs, dessen Exponenten er gern zum Ziel seiner Satire machte (Joseph Beuys, Hermann Nitsch, Bazon Brock, Andy Warhol). Für einen engagierten Künstler sah er die durchaus „lohnende Aufgabe […] des ‚Nestbeschmutzers‘“.

## Werk

### Bühnenfotos
In den 1950er-Jahren dokumentierte Siewert das Geschehen auf allen Bühnen Ost-Berlins in technisch perfekten Kunstlichtfotos, wobei er ein sicheres Gespür für die künstlerisch ausdrucksstärksten Momente bewies. Er war akkreditierter Theaterfotograf an der Deutschen Staatsoper Berlin, fotografierte aber auch in anderen Sprech- und Musiktheatern. Seine Aufnahmen von Brechts Kaukasischem Kreidekreis im Berliner Ensemble mit Helene Weigel und Ernst Busch (1954) sind Zeitzeugnisse der Theatergeschichte.

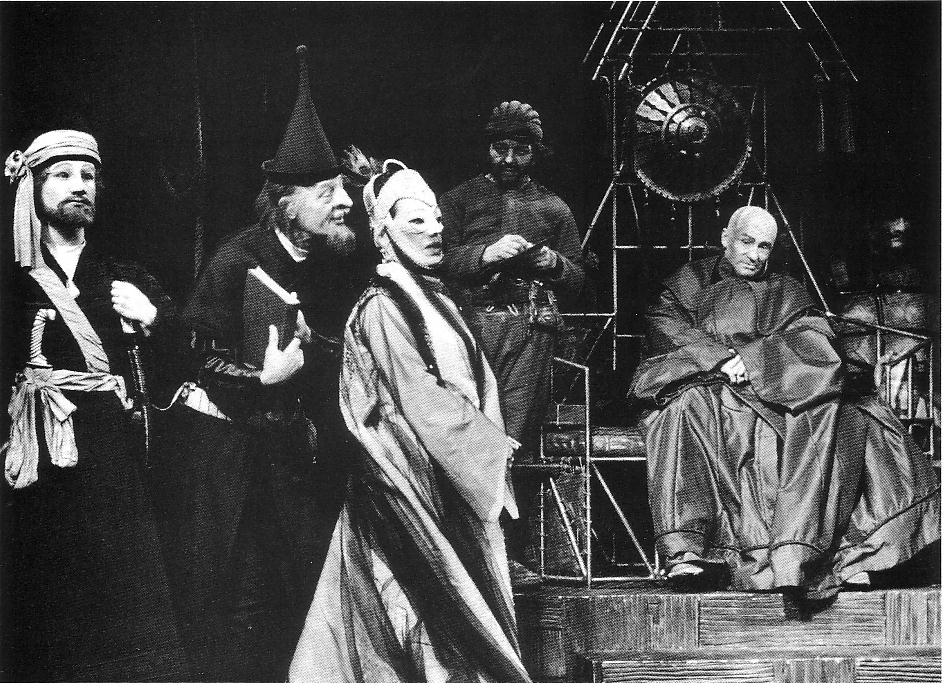
Kaukasischer Kreidekreis im Berliner Ensemble 1954, Foto von G.M.Siewert

Seine Vorliebe galt dem schnell bewegten Geschehen auf verschiedenen Bühnen, wie dem Ballett, der Eisrevue und dem Zirkus, wo er durch Einfühlungsvermögen, Konzentration und technische Meisterschaft herausragende Momente fixierte. Die von ihm bei Gastspielen porträtierte Bühnenprominenz in den Jahren des Aufbruchs nach dem Kriege deckt ein weites Spektrum ab: Louis Armstrong, Josephine Baker, Ina Bauer, Ria und Paul Falk, Harald Kreutzberg, Marcel Marceau, David Oistrach, Galina Ulanowa u. v. a.

### Gemälde
Siewerts erste Gemälde vom Ende der 1960er-Jahre, Anfang der 1970er-Jahre hatten die pittura metafisica des Giorgio Chirico und Werke anderer „magisch realistisch“ malender Surrealisten als Vorlage, die er jedoch immer stärker gesellschaftskritisch ausrichtete. Traum- und albtraumhafte Landschaften gestaltete er zu Endzeitszenarien, Stadtsilhouetten zu Ruinen, Städte zu Ameisenhaufen, Personen zu Objekten. Zu diesen allgemein kritischen Sujets kam die satirische Ausrichtung, z. T. auch personenbezogen, besonders wenn es um den renommierten Kunstbetrieb ging (z. B. Andy Warhol sitzt in seiner Campbell’s -Dose „Im Elfenbeinturm“).
Siewert nahm das Amüsement und die Verdummung der Massen durch Sexualisierung, seichte Unterhaltung, Nervenkitzel und hohle Phrasen aufs Korn. Der Stil in diesen Bildern ist fast photo-realistisch, Kritik erzeugte er durch überraschende Blickwinkel, kalte Genauigkeit und deutende Titel. Für alle seine Bilder galt die Absicht, die Seh- und Denkgewohnheiten des Betrachters zu stören und in neue Bahnen zu lenken (siehe Zitat).

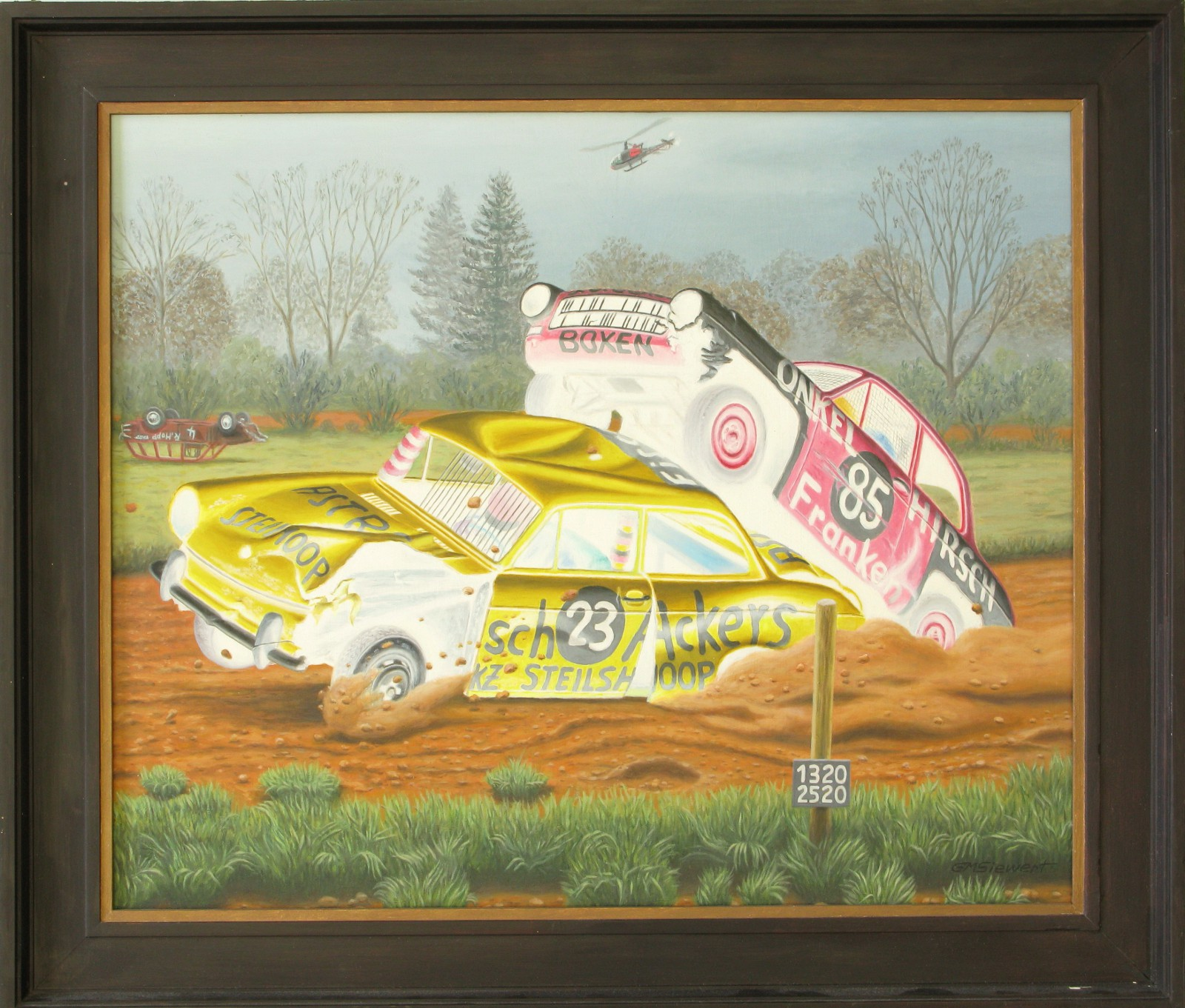
G.M.Siewert, AutoCrash: Prinzip Freie Marktwirtschaft, halbkomplementäres Ölbild

Ab 1970 entwickelte Siewert die Technik des „Komplementär-Realismus“, wie er sie nannte. Er malte Bilder ganz oder auch in Teilen („halb-komplementär“) in den Komplementär-Farben, wie man sie von Farbnegativen her kennt. Dadurch entstanden ungewöhnliche, häufig bedrohlich wirkende, manchmal magische Farbzuordnungen. Zusätzlich ergeben sich bizarre Tiefenstrukturen, da die ursprünglich dunklen Farben komplementär als helle in den Vordergrund rücken (siehe Zitat und Bild-Beispiele).

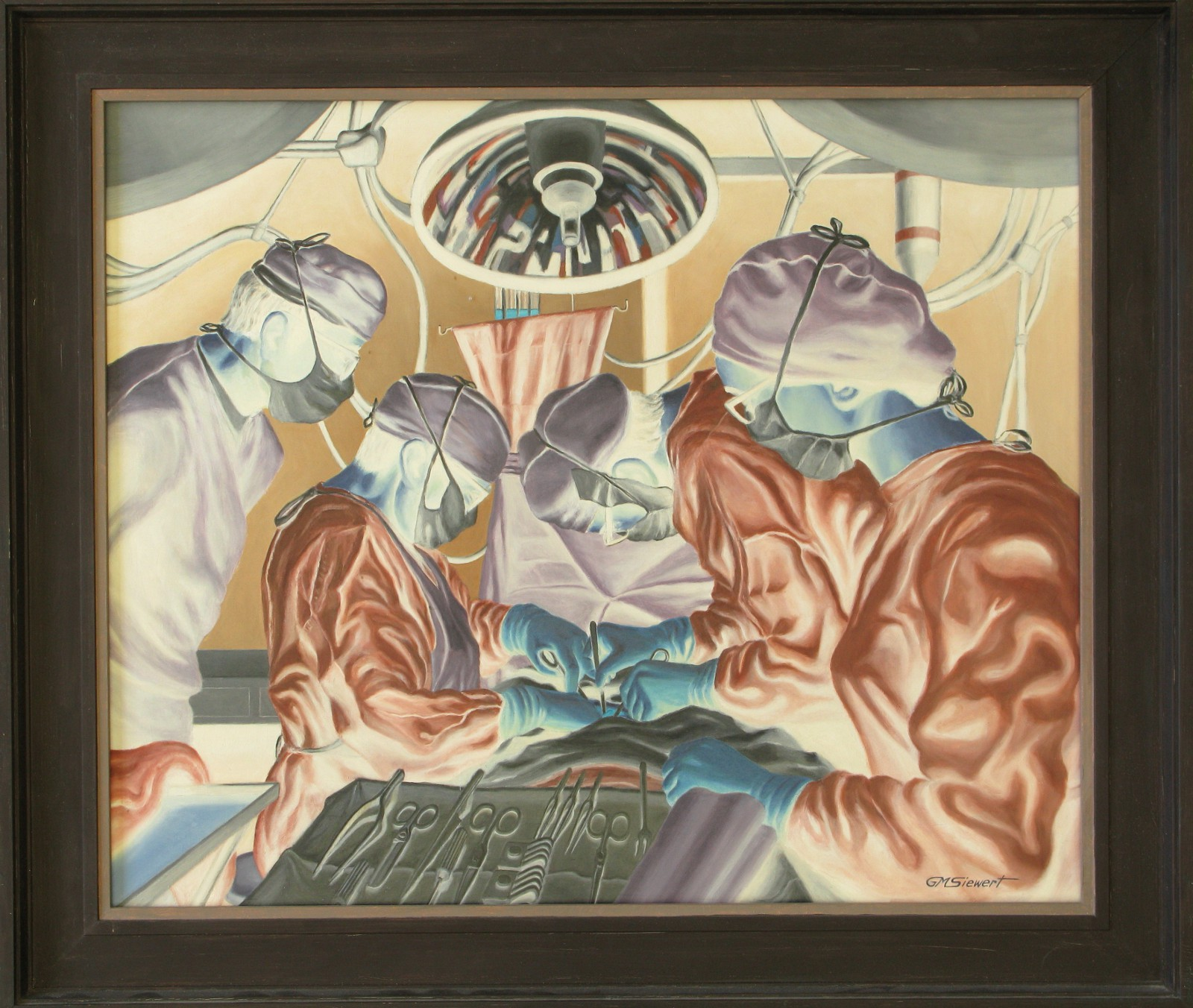
G.M.Siewert, Der letzte Versuch ..., komplementärfarbiges Ölbild

### Grafik
In Siewerts Grafiken dominierte die Satire. Er schuf einzelne Bilder, aber auch häufig Serien in der Art eines Bilderbogens. Die handkolorierten Federlithos waren Produkte für den Verkauf und erreichten nicht die künstlerische Qualität der Gemälde.
Gerdt Marian Siewert starb am 1. November 1992 in Hamburg. Sein künstlerischer Nachlass wurde 2010 an das Forum für Nachlässe von Künstlerinnen und Künstlern in Hamburg übergeben.

## Zitat
Bei meinem Komplementär-Realismus bewirkt diese farbliche „Verfremdung“, dass eine Irritation des Betrachters eintritt, die dann – Sensibilität vorausgesetzt – die gewünschten Assoziationen hervorrufen soll.Meine „komplementäre“ Farbpalette mußte experimentell erarbeitet werden. Den Negativ-Effekt hat zwar schon Hamilton (schwarz-weiß!) benutzt, aber ich will mehr und halte es mit Brecht: „Realistisch heißt: den gesellschaftlichen Kausalkomplex aufdeckend…“ 
(„Komplementär – Realismus?“ im Ausstellungskatalog zur Ausstellung „Rückblick“ in der dreigroschen galerie Berlin, 1984)

## Ausstellungen
- G.M. Siewert – Ölbilder, Galerie Das Bild, Berlin 1968
- G.M.Siewert – Magischer Realismus, Galerie am Abend, München 1970–71
- Vom Elfenbein- zum Suppenblechturm, Galerie Schulze Theile, Münster 1972
- Ölbilder - Druckgraphik, Die Schnecke, Hamburg, 1975
- Von Armstrong bis Zacchini – Zirkus-, Eisrevue-, Ballett- und Theaterfotos von 1949 bis 1959, Fotogalerie Staatliche Landesbildstelle Hamburg 1982
- Rückblick, dreigroschen galerie, Berlin 1984
- Gerdt M. Siewert - Vom Chronisten der Bühnenwelt zum Kritiker der Weltbühne. Fotografie, Grafik, Ölbilder, Forum für Nachlässe, Künstlerhaus Sootbörn, Hamburg 2011